# Gramática del sánscrito
La gramática del idioma sánscrito tiene un sistema verbal complejo, declinación abundante, y uso amplio de compuestos. El idioma fue analizado y codificado por los filólogos sánscritos en la última parte del periodo védico, y culminó con la obra del gramático Pāṇini, el Aṣṭādhyāyī  c. 400 a. C.

## Tradición gramática

### Orígenes
La forma más antigua conocida del protoindoario, desarrollada en la India tras la llegada de los indoarios, es el sánscrito védico. Alrededor del año 1000 a. C., a finales del temprano periodo védico, un gran volumen de himnos védicos se habían consolidado en el Ṛg·veda, que era entonces la base canónica de la religión védica y se transmitía oralmente de generación en generación .
Durante los siglos siguientes, con la evolución natural del idioma corriente, surgió una profunda preocupación entre las autoridades de la religión védica para que los himnos se transmitieran sin 'corrupción', lo que era imprescindible para asegurar su eficacia religiosa. Esto dio lugar a una tradición rigurosa y sofisticada del análisis lingüístico, sobre todo respecto a la fonética y la gramática, cuya cima fue la obra magna de Pāṇini, que eclipsó todas las obras anteriores.

### Pāṇini
El Aṣṭādhyāyī de Pāṇini, una gramática prescriptiva y generativa con reglas algebraicas que regulan cada aspecto del idioma, compuesta en una época de trasmisión oral, está firmememente basada en esa tradición oral. Para asegurar una amplia difusión de su obra, Pāṇini prefirió la brevedad a la claridad (se puede recitar de principio a fin en dos horas). Eso dio origen a la aparición de una gran cantidad de comentarios de la obra durante muchos siglos, todos basados en Pāṇini.

### Después de Pāṇini
Un siglo después de Pāṇini, Kātyāyana compuso los Vārtikas, ‘explicaciones’ sobre las sũtras pāṇinanas. Patañjali, tres siglos después, compuso el Mahābhāṣya, el ‘gran comentario’ sobre el Aṣṭādhyāyī y los Vārtikas.
La erudición gramática europea comenzó en el siglo XVIII y culminó en las exposiciones exhaustivas de los eruditos del siglo XIX, como Otto von Böhtlingk, William Dwight Whitney, Jacob Wackernagel y otros.
Sigue aquí la cronología de los eruditos tradicionales post-Pāṇinianos más notables con fechas aproximadas:
- Kātyāyana - 300 aC
- Patañjali - 150 aC
- Bhartṛhari - V dC
- Kāśikā - VII dC
- Śākaṭāyana - IX dC
- Kaiyaṭa - XI dC
- Hemacandra - XII dC
- Śaraṇadeva - XII dC
- Vopadeva - XIII dC
- Bhattoji-dīkṣita - XVII dC

## Fonología
El alfabeto o sistema de sonidos de sánscrito se puede representar en una matriz de dos dimensiones de acuerdo con los criterios articulatorios:
|             | sordos      | sordos      | sordos      | sonoros     | sonoros     | sonoros     | sonoros       | sonoros | sonoros | sonoros   | sonoros   |
| ----------- | ----------- | ----------- | ----------- | ----------- | ----------- | ----------- | ------------- | ------- | ------- | --------- | --------- |
| abiertos    | ḥ           |             |             |             | h           | ṃ           |               | a       | ā       |           |           |
| velares     |             | k           | kh          | g           | gh          | ṅ           |               |         |         |           |           |
| palatales   | ś           | c           | ch          | j           | jh          | ñ           | y             | i       | ī       | ē         | ai        |
| retroflejos | ṣ           | ṭ           | ṭh          | ḍ           | ḍh          | ṇ           | r             | ṛ       | ṝ       |           |           |
| dentales    | s           | t           | th          | d           | dh          | n           | l             | ḷ       |         |           |           |
| labiales    |             | p           | ph          | b           | bh          | m           | v             | u       | ū       | o         | au        |
|             | fricativos  | inaspirados | aspirados   | inasp       | asp         | nasales     | semivocalicos | cortos  | largos  | largos    | largos    |
|             |             | plosivos    | plosivos    | plosivos    | plosivos    |             |               | simples | simples | diptongos | diptongos |
|             |             |             |             |             |             |             | vocalicos     |         |         |           |           |
|             | consonantes | consonantes | consonantes | consonantes | consonantes | consonantes | consonantes   | vocales | vocales | vocales   | vocales   |

El orden alfabético tradicional son las vocales, los diptongos, el anusvara y el visarga, las oclusivas y las nasales, y finalmente las líquidas o semivocálicas y fricativas.

### Vocales
El sánscrito, como el latín clásico, tiene vocales cortas y largas: a, ā, i, ī, u, ū, que suenan como en latín. No existen la e ni la o cortas, sino que estos sonidos protoindoeuropeos son producto de un diptongo con la a (y ē ō con ā): cf, Lat nōmen, Sct: nāman ‘nombre’.
El sánscrito también preserva dos de las cuatro vocales silábicas, o consonantes vocálicas, del protoindoeuropeo: ṛ, ḷ. 
E y o son siempre largas y eran originalmente ai y au: cf, Lat. Laetitia -> Esp. Leticia. (Y ai y au eran originalmente āi' y āu.) 

### Consonantes
Las consonantes incluyen las oclusivas, de las que hay formas aspirada e inaspirada. Cada clase de oclusiva  tiene también su nasal correspondiente. Una clase de sonidos específicos del sánscrito y de otras lenguas de la India son los retroflejos, que se pronuncian con la lengua más retirada en la boca.

### Otros
El anusvāra es una representación de nasalización, y el visarga substituye -s o -r finales.

## Morfofonología

### Gradación vocálica
El sánscrito hereda del idioma protoindoeuropeo la característica de variaciones vocálicas dentro de una palabra.
Existen tres grados: cero, primero y segundo. El primero y el segundo también se llaman guṇa y vṛddhi respectivamente. El fenómeno completo de gradación, con ejemplos:
|            | grado 0   | grado 1  | grado 2  |
| ---------- | --------- | -------- | -------- |
| Abierto    | ∅         | a        | ā        |
| Palatal    | i/ī y i/ī | e ay ya  | ai āy yā |
| Labial     | u/ū v u/ū | o av va  | au āv vā |
| Retroflejo | ṛ r ṛ     | ar ar ra | ār ār rā |
| Dental     | ḷ         | al       | āl       |

|            | grado 0                 | grado 1                    | grado 2                          |
| ---------- | ----------------------- | -------------------------- | -------------------------------- |
| Abierto    | rā́jñ·as                 | rā́jan                      | rā́jān·am                         |
| Palatal    | ji·tá- niny·ús iṣ·ṭá-   | jé·tum náy·ana- yáj·ana-   | á·jai·ṣ·am nā́y·aya·ti yā́j·aya·ti |
| Labial     | śru·tá- śṛṇv·é ud·i·tá- | śró·tum śráv·aṇa- vád·ana- | á·śrau·ṣ·am śuśrā́v·a vā́d·aya·ti  |
| Retroflejo | kṛ·tá- cakr·ús gṛhī·tá  | kár·tum kár·aṇa- gráh·aṇa- | ca·kā́r·a kā́r·aya·ti grā́h·aya·ti  |
| Dental     | kḷp·tá-                 | kálp·ana-                  | kā́lpa-                           |

### Acento
El sánscrito hereda del protoindoeuropeo un acento tónico, además de la gradación vocálica, características que, tanto en sánscrito como en el progenitor, van codo a codo. Generalmente, una raíz que lleva el acento toma el primer (guṇa) o segundo (vṛddhi) grado, y cuando no es tónica, se disminuye a grado 0.
- i- ⇒ éti (0 ⇒ grado 1)[A]
- i·tá ⇒ áy·anam (0 ⇒ grado 2)[B]

Los ejemplos de gradación de la sección anterior demuestran cómo actúa esta regla en los verbos.
Con los sustantivos, este patrón no siemple se cumple: hay una tendencia a fijar una sola forma con acento, así que kṣam tiene kṣā́mas (grado-2) y kṣmás (grado-0), pero vāc  tiene siempre grado-2.
Sustantivos con bases variables entre formas fuerte, media y débil tendrán respectivamente grados 2, 1 y 0. Y eso no necesariamente coincide con el acento:
- rā́jan, rā́jānam, rā́jnā (grados 1, 2, 0)

Este sistema de acento, corriente en la era de Pāṇini' y aún durante la de Patañjali, desapareció durante los primeros siglos d. C.

## Verbos
El sistema de morfología verbal heredado del protoindoeuropeo se preserva mejor en el sánscrito que en idiomas íntimamente cognados, como griego antiguo y latín.

### Conjugación
La conjugación en el sánscrito presenta cinco ‘dimensiones’: número, persona, voz, modo y tiempo, con las siguientes variables:
| 1 | 3 números  | singular, dual, plural                                                                   |
| 2 | 3 personas | primera, segunda, tercera                                                                |
| 3 | 3 voces    | activa, media, pasiva                                                                    |
| 4 | 3 modos    | indicativo, optativo, imperativo                                                         |
| 5 | 7 tiempos  | presente, imperfecto, perfecto, aoristo, futuro perifrastico, futuro simple, condicional |

Además, los participios se consideran parte del sistema verbal aun no siendo verbos en sí. El sánscrito clásico tiene solo un infinitivo, de forma acusativa.

### Alcance
El alcance de las formas a lo largo de los tiempos, modos, voces, personas y números serán:
| Sistema  | Tiempo      | Modo       | Terminaciones | Término convencional |
| -------- | ----------- | ---------- | ------------- | -------------------- |
| Presente | Presente    | Indicativo | Primario      | 'Presente'           |
| Presente | Presente    | Optativo   | Secundario    | 'Optativo'           |
| Presente | Presente    | Imperativo | Imperativo    | 'Imperativo'         |
| Presente | Imperfecto  | Indicativo | Secundario    | 'Imperfecto'         |
| Perfecto | Perfecto    | Indicativo | Perfecto      |                      |
| Aoristo  | Aoristo     | Indicativo | Secundario    |                      |
| Aoristo  | Imprecativo | Optativo   | Secundario    |                      |
| Futuro   | Futuro      | Indicativo | Primario      |                      |
| Futuro   | Condicional | Indicativo | Secundario    |                      |

Además, el sánscrito tiene conjugaciones 'secundarias' o 'derivadas':
- Pasivo
- Intensivo
- Desiderativo
- Causativo
- Denominativo

Las formas no finitas son:
- Participios[n 8]
- Infinitivo
- Gerundio

## Nominales
La declinación en el sánscrito tiene dos 'dimensiones': 3 números y 8 casos. Además, los nombres tienen género gramatical, al igual que los adjetivos t. Los variables son:
| 1 | 3 números | singular, dual, plural                                                              |
| 2 | 3 géneros | masculino, femenino, neutro                                                         |
| 3 | 8 casos   | nominativo, acusativo, instrumental, dativo, ablativo, genitivo, locativo, vocativo |

El sistema más antiguo de declinación en el protoindoeuropeo, heredado por el sánscrito, consistía en añadir una terminación directamente a la raíz. Más tarde se desarrolló un nuevo sistema en que se interponía una vocal temática entre la raíz y las terminaciones: *-o- y en sánscrito -a-, que produce la base temática.

### Clasificación de base
Los sustantivos se dividen en clases diferentes de acuerdo con la vocal de base. Generalmente, la clasificación es:
- base a-
- bases i- y u-
- bases ā-, ī- y ū-
- base ṛ
- base consonante

Las terminaciones afijadas al nombre de clase pueden sufrir modificaciones en algunos casos, e incluso ser completamente reemplazadas por otras formas.

## Derivación
La derivación morfológica en sánscrito se divide en los siguientes tipos:
1. Primaria - sufijos adjuntados directamente a las raíces[αι]
2. Secundaria  - sufijos adjuntados a las bases derivadas[ακ]
3. Composición - combinación de bases y raíces para formar verbos compuestos.

### Compuestos
El sánscrito hereda de su progenitor el protoindoeuropeo la capacidad de formar palabras compuestas, también utilizada extensamente en idiomas relacionados como, sobre todo, alemán, griego e inglés.
Pero en las etapas posteriores del sánscrito este fenómeno crece de una forma significativa, tanto en lo que respecta al número de elementos de un compuesto como a su frecuencia de uso en la literatura, una evolución que no tiene paralelos en otras lenguas.

## Indeclinables
Los indeclinables son palabras que no sufren alteración de caso, número ni género.
Los indeclinables se subdividen así:
1. Preposiciones
2. Adverbios
3. Partículas
4. Conjunciones
5. Interjecciones
6. Otros

## Glosario
1. ↑  ir ⇒ va
2. ↑  ido ⇒ lo ir (ición, i.e., la marcha)
3. ↑  voz

## Glosario tradicional y notas
1. ↑  śvāsa
2. ↑  nāda
3. ↑  kaṇṭhya
4. ↑  tālavya
5. ↑  mūrdhanya
6. ↑  dantya
7. ↑  oṣṭhya
8. ↑  alpa·prāṇa
9. ↑  mahā·prāṇa
10. ↑  anunāsika
11. ↑  antastha
12. ↑  hrasva
13. ↑  dīrgha
14. ↑  sparśa
15. ↑  svara
16. ↑  vyañjana
17. ↑  "ad·eṄ guṇaḥ" - Pāṇini I 2
18. ↑  "vṛddhir·ād·aiC" - Pāṇini I 1
19. ↑   vacana
20. ↑   puruṣa
21. ↑  prayoga
22. ↑  artha
23. ↑  kāla
24. ↑  eka·vacana
25. ↑  dvi·vacana
26. ↑  bahu·vacana
27. ↑  prathama·puruṣa
28. ↑  dvitīya·puruṣa
29. ↑  tṛtīya·puruṣa
30. ↑  kartari·prayoga
31. ↑  karmaṇi·prayoga
32. ↑  bhāve·prayoga
33. ↑  kṛt
34. ↑  taddhita
35. ↑  samāsa